# Harold Pressley
Harold Pressley, né le 14 juillet 1963 dans le Bronx à New York, est un ancien joueur américain de basket-ball ayant évolué au poste d'ailier.
Après avoir passé sa carrière universitaire dans l'équipe des Wildcats de Villanova, il a été drafté en 17e position par les Kings de Sacramento lors de la Draft 1986 de la NBA.